# الأسل (مورد ماء)
الأسل هو مورد ماء في سراة بلاد بلقرن لبادية الصهب من آل دحيم بلقرن، ويقع غرب عفراء بسبعة كيلوات في محافظة بلقرن.